# Coma of Souls
Coma of Souls — п'ятий студійний альбом німецької треш-метал гурту Kreator. Він був випущений на Noise Records у жовтні 1990 року. Він вважається найбільш продаваним альбомом гурту, випереджаючи свого попередника Extreme Aggression, на який він також схожий за стилістикою, хоча з дещо більш прогресивними музикою. Coma of Souls — це перший альбом, на якому виступив новий гітарист Френк Блекфайр. Це також буде останній запис, випущений у Сполучених Штатах компанією Epic Records.

## Випуск
Coma of Souls був випущений у Сполучених Штатах обмеженим тиражем на фіолетовому вінілі . Хоча тексти альбому не містять ненормативної лексики, оригінальні копії Coma of Souls мали на обкладинці етикетку Parental Advisory. Подальші перевидання альбому не мають попередження бля батьків.
У березні 2018 року німецький звукозаписний лейбл Noise випустив оновлене видання альбому на компакт-дисках та вінілі. Реліз містить живий виступ Kreator у Stadthalle Fürth, Німеччина, 6 грудня 1990 року, а також різні примітки.

## Критика
Billboard у своєму схвальному відгуку порівняв пісені Kreator з піснями Metallica та Nuclear Assault і відзначив ліричні теми: «Пісні, написані про екологічну кризу, розпалювання війни та загрозу нацизму на рідній землі гурту».

## Треклист
Автор слів Мілле Петроцца, автор музики Kreator. 
| #   | Назва                     | Тривалість |
| --- | ------------------------- | ---------- |
| 1.  | «When the Sun Burns Red»  | 5:28       |
| 2.  | «Coma of Souls»           | 4:18       |
| 3.  | «People of the Lie»       | 3:15       |
| 4.  | «World Beyond»            | 2:02       |
| 5.  | «Terror Zone»             | 5:54       |
| 6.  | «Agents of Brutality»     | 5:16       |
| 7.  | «Material World Paranoia» | 4:59       |
| 8.  | «Twisted Urges»           | 2:46       |
| 9.  | «Hidden Dictator»         | 4:47       |
| 10. | «Mental Slavery»          | 5:43       |

| Перевидання 2018 року (бонуси) : Live at Stadthalle Fürth, Germany | Перевидання 2018 року (бонуси) : Live at Stadthalle Fürth, Germany | Перевидання 2018 року (бонуси) : Live at Stadthalle Fürth, Germany |
| #                                                                  | Назва                                                              | Тривалість                                                         |
| ------------------------------------------------------------------ | ------------------------------------------------------------------ | ------------------------------------------------------------------ |
| 1.                                                                 | «When the Sun Burns Red»                                           | 5:51                                                               |
| 2.                                                                 | «Betrayer»                                                         | 4:37                                                               |
| 3.                                                                 | «Terrible Certainty»                                               | 5:58                                                               |
| 4.                                                                 | «Extreme Aggression»                                               | 5:50                                                               |
| 5.                                                                 | «Coma of Souls»                                                    | 5:00                                                               |
| 6.                                                                 | «People of the Lie»                                                | 3:26                                                               |
| 7.                                                                 | «Choir of the Damned»                                              | 1:27                                                               |
| 8.                                                                 | «The Pestilence»                                                   | 8:43                                                               |
| 9.                                                                 | «Toxic Trace»                                                      | 4:14                                                               |
| 10.                                                                | «Drum Solo»                                                        | 2:54                                                               |
| 11.                                                                | «Terror Zone»                                                      | 6:03                                                               |
| 12.                                                                | «Pleasure to Kill»                                                 | 6:49                                                               |
| 13.                                                                | «Flag of Hate»                                                     | 2:58                                                               |
| 14.                                                                | «Agents of Brutality»                                              | 5:18                                                               |
| 15.                                                                | «Riot of Violence»                                                 | 6:10                                                               |
| 16.                                                                | «Tormentor»                                                        | 3:30                                                               |
| 78:54                                                              |                                                                    |                                                                    |

## Учасники запису
Kreator
- Мілле Петроцца — вокал, ритм-гітара
- Френк «Blackfire» Годзик – соло-гітара
- Роб Фіоретті — бас гітара
- Ventor – барабани

Технічний персонал
- Ренді Бернс – виробництво, звукоінженер, зведення
- Стів Хайнке – звукоінженер, зведення
- Джейсон Робертс - звукоінженер
- Андреас Маршалл – обкладинка

- Мартін Беккер – фотографії

Технічний персонал перевидання 2018 року
- Стів Хаммондс – збірка
- Томас Еверхард – дизайн
- Ян Майнінгхаус – дизайн
- Хольгер Стратманн – додаткові фото
- Томас Саймон – додаткові фото
- Енді Пірс – мастеринг
- Метт Вортем – мастеринг
- Малкольм Доум – ноти
- Olman Viper – мастеринг